# Шевилл, Уильям
Уильям Шевилл (англ. William Valentine Schevill; 1864—1951) — американский художник.

## Биография
Родился 2 марта 1864 года в Цинциннати.
Учился в Художественной академии Цинциннати с Фрэнком Дювенеком и в Академии художеств Мюнхена с Людвигом Лёффцем, Николаосом Гизисом и Максом Линденшмиттом.
В 1940-х годах жил в Лос-Анджелесе, работал в Нью-Йорке и Бостоне. Был членом Salmagundi Club; выставлялся на Всемирной выставке в Сент-Луисе в 1904 году (получил бронзовую медаль); его работы находятся в Школе искусств и дизайна Херона, Национальной портретной галерее и других местах.
Умер в 1951 году.

Некоторые работы
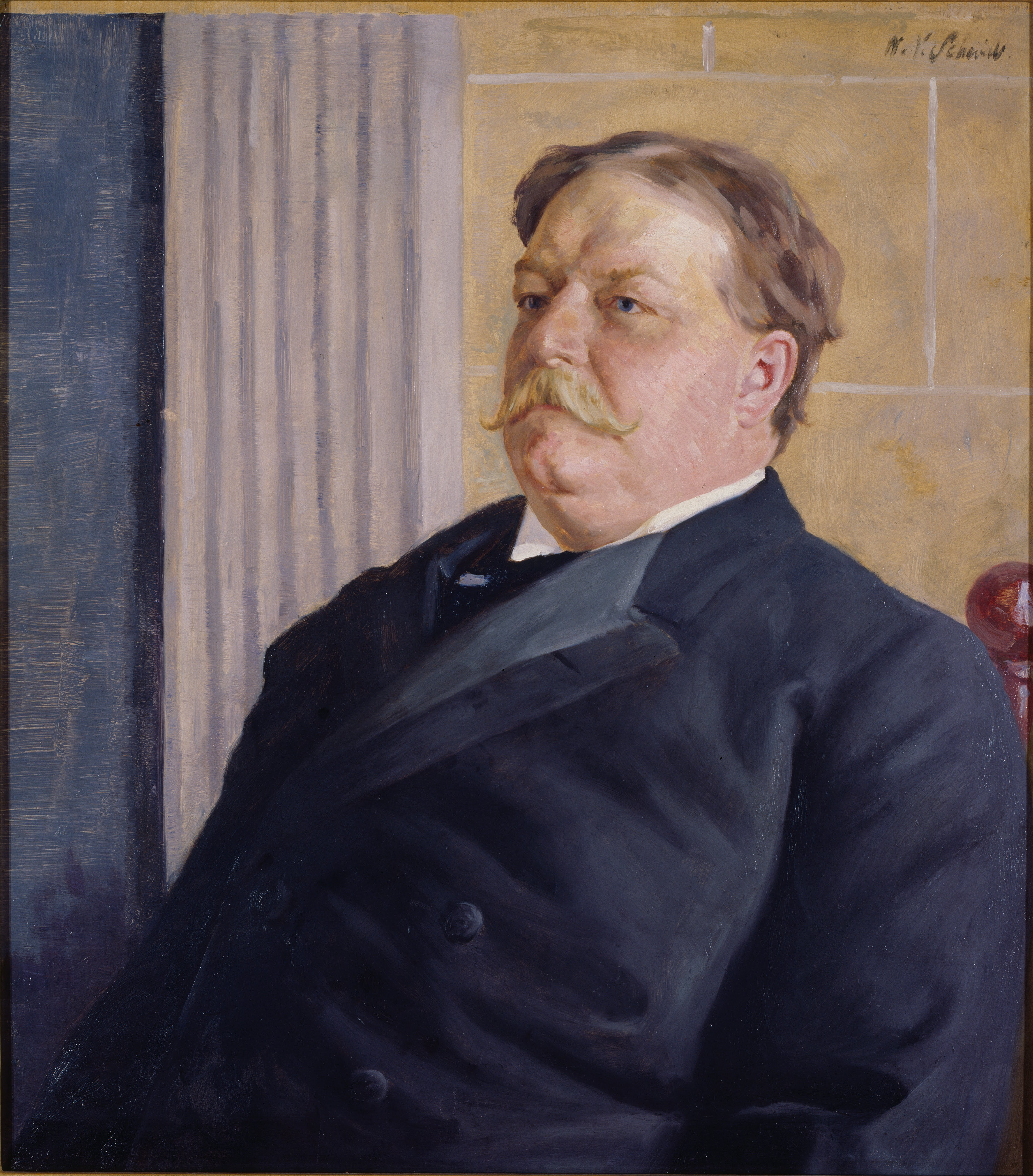
Портрет Уильяма Тафта
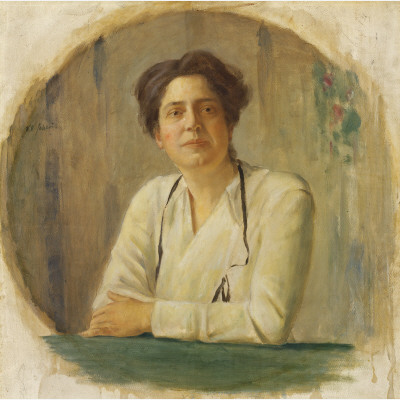
Портрет Лиллиан Уолд